# Cleora gypsochroa
Cleora gypsochroa är en fjärilsart som beskrevs av Turner 1947. Cleora gypsochroa ingår i släktet Cleora och familjen mätare. Inga underarter finns listade i Catalogue of Life.